# Nemesia cubana
Nemesia cubana is een spinnensoort in de taxonomische indeling van de bruine klapdeurspinnen (Nemesiidae).
Nemesia cubana werd in 1930 beschreven door Franganillo.